# U Orionis
U Orionis è una rossa di magnitudine +6,72 situata nella costellazione di Orione. Dista 2146 anni luce dal sistema solare.

## Osservazione

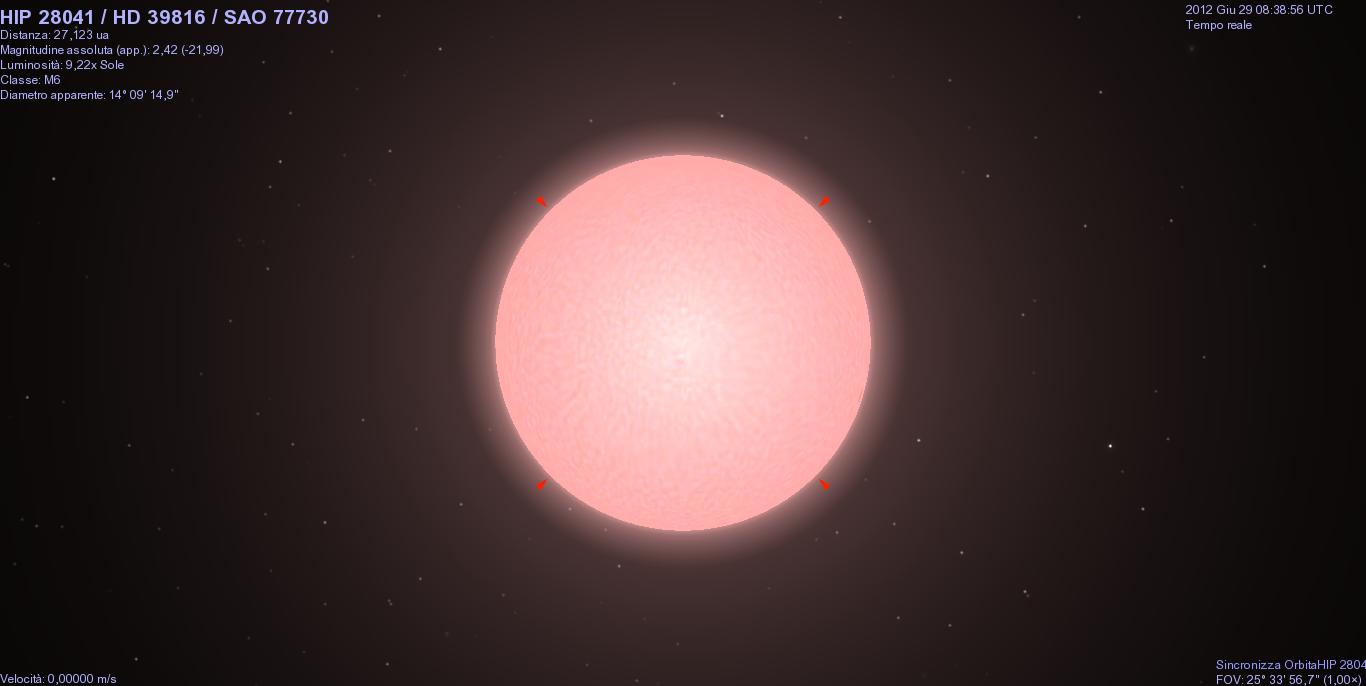
U Orionis su Celestia.

Si tratta di una stella situata nell'emisfero celeste boreale; grazie alla sua posizione non fortemente boreale, può essere osservata dalla gran parte delle regioni della Terra, sebbene gli osservatori dell'emisfero nord siano più avvantaggiati. Nei pressi del circolo polare artico appare circumpolare, mentre resta sempre invisibile solo in prossimità dell'Antartide. Essendo di magnitudine pari a 6,7, non è osservabile ad occhio nudo; per poterla scorgere è sufficiente comunque anche un binocolo di piccole dimensioni, a patto di avere a disposizione un cielo buio.
Il periodo migliore per la sua osservazione nel cielo serale ricade nei mesi compresi fra fine ottobre e aprile; da entrambi gli emisferi il periodo di visibilità rimane indicativamente lo stesso, grazie alla posizione della stella non lontana dall'equatore celeste.

## Caratteristiche fisiche
La stella è una gigante rossa variabile tipo Mira; possiede una magnitudine assoluta media di -2,37. Con una luminosità 7000 volte superiore a quella del Sole e un raggio circa 370 volte più grande, se U Orionis fosse al posto del Sole sarebbe più grande dell'orbita di Marte. La sua velocità radiale positiva indica che la stella si sta allontanando dal sistema solare.